# توني بينيا
توني بينيا هو لاعب كرة قاعدة دومينيكاني، ولد في 4 يونيو 1957 في مونتي كريستي في جمهورية الدومينيكان.

## وصلات خارجية
- توني بينيا على موقع دوري كرة القاعدة الرئيسي (الإنجليزية)
- توني بينيا على موقعبيزبول رفرنس.كوم (الدوري الرئيسي) (الإنجليزية)
- توني بينيا على موقعبيزبول رفرنس.كوم (الدوري الثانوي) (الإنجليزية)
- توني بينيا على موقع إي إس بي إن.كوم (أم.أل.بي) (الإنجليزية)
- توني بينيا على موقع مشجعي الرسوم البيانية (الإنجليزية)